# Корча (област)
Корча е административна област, разположена в югоизточна Албания, с площ 3771 km2, което я прави най-голямата в страната, и население 220 357 души (2011). Административен център е град Корча.

## География
Релефът на областта е предимно планински. На юг гранична планина е Грамос.
Източната граница на областта е източната граница на Албания с Република Македония на североизток и с Гърция на югоизток. На югозапад граничи с област Аргирокастро, на запад с Берат, а на северозапад с Елбасан.

## Административно деление
До 2000 година областта е разделена на четири окръга Девол, Колония, Корча и Поградец. След административната реформа от 2015 г. областта се състои от шест общини – Девол, Колония, Корча, Малик, Поградец и Пустец. Преди 2015 година се състои от 37 общини.

## Население
- 266 322 души (2001)
- 266 500 души (2004)
- 220 357 души (2011)